# Liste der Einträge im National Register of Historic Places im Adair County (Missouri)

Lage des Adair Countys in Missouri

Die Liste der Einträge im National Register of Historic Places im Adair County in Missouri führt die Bauwerke und historischen Stätten im Adair County auf, die in das National Register of Historic Places aufgenommen wurden.

## Legende
| NRHP | Historic Place    |
| HD   | Historic District |

## Aktuelle Einträge
| [ 2 ] | Name                                                       | Bild                                                       | Eintragsdatum        | Lage | Ort        | Beschreibung                                                        |
| ----- | ---------------------------------------------------------- | ---------------------------------------------------------- | -------------------- | --- | ---------- | ------------------------------------------------------------------- |
| 1     | Adair County Courthouse                                    | Adair County Courthouse                                    | 1978 ID-Nr. 78001636 | Washington Street 40° 11′ 42″ N, 92° 35′ 1″ W                                                                                  | Kirksville |                                                                     |
| 2     | Bear Creek Baptist Church                                  | Bear Creek Baptist Church                                  | 1984 ID-Nr. 84002132 | Nördlich von Kirksville abseits des US 63 40° 14′ 30″ N, 92° 37′ 31″ W                                                         | Kirksville |                                                                     |
| 3     | Cabins Historic District                                   | Cabins Historic District                                   | 1979 ID-Nr. 79001344 | Südlich von Novinger abseits der MO 6 40° 12′ 31″ N, 92° 41′ 10″ W                                                             | Novinger   |                                                                     |
| 4     | Dockery Hotel                                              |                                                            | 1983 ID-Nr. 83000971 | Elson Street Ecke McPherson Street 40° 11′ 38″ N, 92° 35′ 4″ W                                                                 | Kirksville |                                                                     |
| 5     | Grim Building                                              | Grim Building                                              | 1979 ID-Nr. 79001343 | 113-115 East Washington Street 40° 11′ 43″ N, 92° 34′ 52″ W                                                                    | Kirksville |                                                                     |
| 6     | Capt. Thomas C. Harris House                               | Capt. Thomas C. Harris House                               | 1973 ID-Nr. 73001034 | 1308 North Franklin Street 40° 12′ 19″ N, 92° 34′ 56″ W                                                                        | Kirksville |                                                                     |
| 7     | Journal Printing Company Building                          | Journal Printing Company Building                          | 2011 ID-Nr. 11000439 | 119 South Elson Street 40° 11′ 40″ N, 92° 35′ 3″ W                                                                             | Kirksville |                                                                     |
| 8     | Kirksville Courthouse Square Historic District             | Kirksville Courthouse Square Historic District             | 2009 ID-Nr. 09000330 | Block 200 North Franklin Street, Block 100 East Harrison Street, Block 100 West Harrison Street 40° 11′ 44″ N, 92° 34′ 59,3″ W | Kirksville |                                                                     |
| 9     | Masonic Temple                                             | Masonic Temple                                             | 2010 ID-Nr. 09001208 | 217 East Harrison Street 40° 11′ 44,1″ N, 92° 34′ 54,8″ W                                                                      | Kirksville | Zwischen 1927 und 1930 im Egyptian Revival-Stil errichtetes Gebäude |
| 10    | St. Mary's Church                                          | St. Mary's Church                                          | 1974 ID-Nr. 74001069 | MO 11 40° 15′ 8″ N, 92° 22′ 27″ W                                                                                              | Adair      |                                                                     |
| 11    | Dr. E. Sanborn Smith House                                 | Dr. E. Sanborn Smith House                                 | 2009 ID-Nr. 08001385 | 111 East Patterson Street 40° 11′ 11″ N, 92° 34′ 58,8″ W                                                                       | Kirksville |                                                                     |
| 12    | Orie J. Smith Black and White Stock Farm Historic District | Orie J. Smith Black and White Stock Farm Historic District | 2001 ID-Nr. 00001658 | Rund 800 m südöstlich der Kreuzung von MO P und County Road 129B 40° 13′ 32″ N, 92° 33′ 33″ W                                  | Kirksville |                                                                     |
| 13    | Thousand Hills State Park Petroglyphs Archeological Site   | Thousand Hills State Park Petroglyphs Archeological Site   | 1970 ID-Nr. 70000320 | Westlich von Kirksville 40° 11′ 12″ N, 92° 38′ 28″ W                                                                           | Kirksville | Im Thousand Hills State Park                                        |
| 14    | Travelers Hotel                                            | Travelers Hotel                                            | 2009 ID-Nr. 09000718 | 301 West Washington Street 40° 11′ 40,8″ N, 92° 35′ 7,3″ W                                                                     | Kirksville |                                                                     |
| 15    | Trinity Episcopal Church                                   | Trinity Episcopal Church                                   | 2008 ID-Nr. 07001338 | 124 North Mulanix Street 40° 11′ 50″ N, 92° 34′ 47″ W                                                                          | Kirksville |                                                                     |